# Pseudagrion glaucescens
Pseudagrion glaucescens – gatunek ważki z rodziny łątkowatych (Coenagrionidae).